# 我的间谍2：永恒之城
是2024年上映的美国喜劇動作片，为2020年上映电影《間諜速成班》的续集，由彼得·西格尔导演，埃里希·霍伯和乔恩·霍伯编剧，戴夫·巴帝斯塔、克洛伊·科尔曼、克里斯汀·沙爾、弗卢拉·博格、克雷格·羅賓森、安娜·法瑞絲和郑肯主演。电影于2024年7月18日在美国上映。

## 梗概
在索菲娅的说服下，JJ陪她参加前往意大利的学校旅行，不料卷入一场恐怖主义阴谋。

## 演员
- 戴夫·巴帝斯塔 饰 JJ
- 克洛伊·科尔曼（英语：Chloe Coleman） 饰 索菲娅（Sophie）
- 克里斯汀·沙爾 饰 波比（Bobbi）
- 郑肯 饰 大卫·金（David Kim）
- 安娜·法瑞絲 饰 南茜（Nancy）
- 弗卢拉·博格（英语：Flula Borg） 饰 克雷因（Crane）
- 泰浩·K（Taeho K）饰 柯林（Collin）
- 比利·巴雷塔（英语：Billy Barratt） 饰 莱恩·科尔（Ryan Kerr）
- 克雷格·羅賓森 饰 康纳利（Connelly）
- 妮可拉·科雷亚·达穆德（英语：Nicola Correia-Damude） 饰 克里斯蒂娜（Christina）
- 诺亚·丹比（英语：Noah Danby） 饰 托德（Todd）

## 制作
2020年8月，随着《我的间谍》在Amazon Prime Video热播，亞馬遜米高梅工作室和胜图娱乐开始探索推出续集的可能性。2023年2月，消息指彼得·西格尔回归出任导演，戴夫·巴帝斯塔、克洛伊·科尔曼、克里斯汀·沙爾和郑肯回归出演，安娜·法瑞絲、克雷格·羅賓森和弗卢拉·博格新加入剧组，制作于3月启动，同年5月在意大利威尼斯杀青。

## 发行
电影于2024年7月18日在美国上映，由亞馬遜米高梅工作室通过流媒体平台Amazon Prime Video发行。

## 反响
根据評論匯總网站爛番茄汇总的38篇评论文章，21%的评论家给予该作正面评价，平均打分为4.1分（满分10分）。该网站总结的评论家共识是“《我的间谍》续集把戴夫·巴蒂斯塔精彩的喜剧天赋浪费在了沉闷的剧本上，是一个失败的作品。”。在Metacritic上，根據12位影評人給予36分（滿分100分），這部電影獲得了「普遍負面評價」。